# Мендота-Хайтс
Мендота-Хайтс (англ. Mendota Heights) — город в округе Дакота, штат Миннесота, США. На площади 26,1 км² (24,2 км² — суша, 1,8 км² — вода), согласно переписи 2002 года, проживают 11 594 человека. Плотность населения составляет 471,9 чел./км².
- Телефонный код города — 651
- Почтовый индекс — 55118, 55120
- FIPS-код города — 27-41696[1]
- GNIS-идентификатор — 0647763[2]